# Forbidden Siren (игра)
Forbidden Siren, в Японии и США известная как Siren (яп. サイレン Сайрэн) — компьютерная игра в жанре survival horror и stealth, разработанная SCE Japan Studio и выпущенная Sony Computer Entertainment. Игра вышла только на приставке PlayStation 2 в 2003—2004 годах.

## Игровой процесс
По ходу игры игроку предстоит играть более чем десятью персонажами. На первом уровне игроку предстоит спасаться от полицейского, убегая от него в лес. Оружия у игрока нет. Побег заканчивается ранением в грудь и падением персонажа в реку. Персонаж погибает после двух вражеских ударов.

### Оружие
Персонажи практически не обладают сколько-нибудь серьёзным оружием. В разных эпизодах персонажи спасают свои жизни железным ломом, револьвером, дробовиком.

## Сюжет
Сюжет игры развивается в японской деревне Хануда, которая расположена на берегу реки. Но однажды в деревне происходит нечто странное, что предстоит узнать игроку. Каждый из персонажей, которыми предстоит управлять игроку, страдает провалами в памяти, головными болями и галлюцинациями. Кроме того они не знают мест, в которых появляются.

## Отзывы
| Сводный рейтинг | Сводный рейтинг |
| Агрегатор       | Оценка          |
| --------------- | --------------- |
| GameRankings    | 71,24 %         |

## Фильм
Японский фильм Forbidden Siren, основанный на игре, был выпущен 9 февраля 2006 года, одновременно с выпуском второй части серии игр.